# Federico Bondi
Federico Bondi, né le 19 mars 1975, est un réalisateur italien.

## Filmographie
- 2019 : Dafne
- 2008 : Mar Nero

## Récompenses et distinctions
- Dafne
  - Prix FIPRESCI Panorama à la Berlinale 2019.
- Mar nero
  - Prix du jury œcuménique au Locarno Festival de 2008.
  - Amilcar du Jury et Amilcar du Jury Jeune au Festival du film italien de Villerupt en 2008.